# Nika Križnar
Nika Križnar (født 9. marts 2000) er en slovensk skihopper.
I VM-sæsonen 2020-21 vandt hun den samlede titel efter at have afsluttet ni point foran Sara Takanashi. Hun er den olympiske bronzemedaljevinder i 2022 i kvindernes individuelle bakkebegivenhed.